# خشونت طالبان علیه زنان

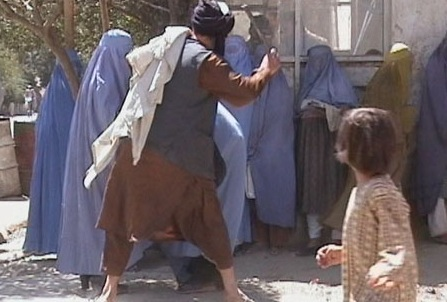
یکی از اعضای پلیس مذهبی طالبان یک زن افغان را در کابل در ۲۶ اوت ۲۰۰۱ کتک زد. این فیلم توسط جمعیت انقلابی زنان افغانستان فیلمبرداری شده‌است.

طالبان در زمان قدرت در افغانستان به‌دلیل زن‌ستیزی و خشونت علیه زنان در سطح بین‌المللی مشهور شد. انگیزه اعلام شده آن‌ها ایجاد «محیطی امن بود که در آن عفاف و کرامت زنان بار دیگر مقدس باشد»، اکنون که طالبان دوباره بیشتر افغانستان را تصرف کرده‌است، نگرانی‌های زیادی در مورد زنان وجود دارد.
زنان در افغانستان مجبور بودند همیشه در ملاء عام برقع بپوشند، زیرا به گفتهٔ یکی از سخنگویان طالبان، «چهرهٔ یک زن منبع فساد برای مردان است.» در تفکیک سیستماتیک که گاهی از آن به‌عنوان آپارتاید جنسیتی یاد می‌شود، زنان اجازهٔ کار نداشتند، پس از هشت سالگی اجازهٔ تحصیل نداشتند و تا آن زمان فقط به مطالعهٔ قرآن مجاز بودند.
زنانی که به دنبال تحصیل بودند مجبور به تحصیل در مدارس زیرزمینی شدند، وضعیت به‌طوری و معلمانشان در صورت گرفتار شدن با آن‌ها اعدام می‌شدند. آن‌ها مجاز نبودند توسط پزشکان مرد تحت درمان قرار گیرند مگر با همراهی یک سرپرست مرد یا «مَحرَم» که منجر به عدم درمان بیماری‌ها می‌شود. آن‌ها به‌دلیل نقض قوانین طالبان با شلاق و اعدام عمومی روبه‌رو شدند. طالبان اجازهٔ ازدواج و در مواردی تشویق به ازدواج دختران زیر ۱۶ سال را داد. عفو بین‌الملل گزارش داد که ۸۰ درصد ازدواج‌های زنان افغان اجباری بوده‌است.
در اواخر سپتامبر ۲۰۲۲، طالبان ممنوعیتی را برای حضور زنان در دانشگاه و کار در سازمان‌های غیردولتی وضع کرد.

## سیاست‌های جنسیتی

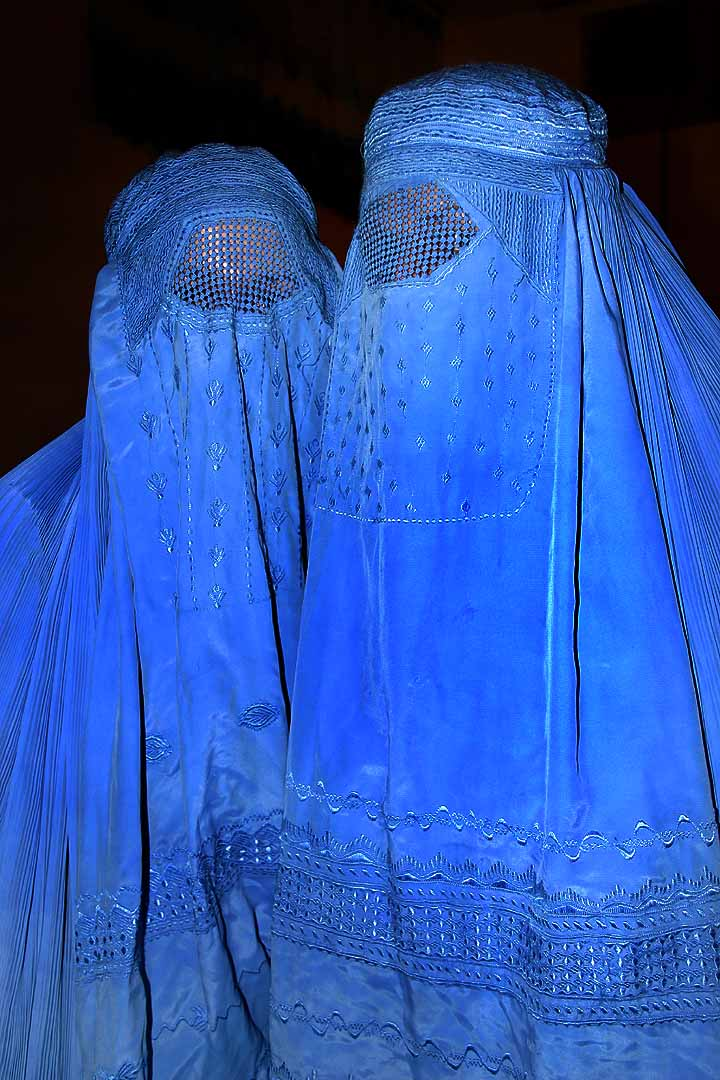
زنان افغان که برقع پوشیده‌اند

از هشت‌سالگی به بعد، دختران در افغانستان مجاز به تماس مستقیم با مردان غیر از «خویشاوند»، شوهر یا شوهرخواهرش نبودند (به محرم مراجعه کنید). سایر محدودیت‌ها برای زنان عبارت بودند از:
- زنان نباید بدون خویشاوند خونی یا بدون برقع در خیابان‌ها ظاهر شوند.
- زنان نباید کفش پاشنه‌بلند بپوشند زیرا هیچ مردی نباید صدای پای زن را بشنود تا مبادا این کار او را هیجان‌زده یا تحریک کند.
- زنان نباید در ملاء عام بلند صحبت کنند زیرا هیچ فرد غریبه‌ای نباید صدای زن را بشنود.[۱۲]
- تمام پنجره‌های مسکونی همکف و طبقهٔ اول باید رنگ‌آمیزی شده یا روی آن‌ها پوشیده شود تا از دیده شدن زنان از سوی خیابان جلوگیری شود.
- عکاسی، فیلمبرداری و نمایش تصاویر زنان در روزنامه‌ها، کتاب‌ها، مغازه‌ها یا خانه ممنوع شد.
- اصلاح هر نام مکانی که شامل کلمهٔ «زنان» می‌شد. به‌عنوان مثال، «باغ زنان» به «باغ بهار» تغییر نام داد.[۱۳]
- حضور زنان در بالکن آپارتمان‌ها یا خانه‌هایشان ممنوع بود.
- ممنوعیت حضور زنان در رادیو، تلویزیون یا در هر نوع تجمع عمومی.[۱۴]

### تحرک
احکام طالبان در مورد رفتار عمومی محدودیت‌های شدیدی را برای آزادی حرکت زنان ایجاد کرد و مشکلاتی را برای کسانی ایجاد کرد که نمی‌توانند برقع بپردازند یا محرم ندارند. این زنان با حبس خانگی مجازی روبه‌رو شدند. زنی که به دلیل قدم زدن تنها در خیابان‌ها توسط طالبان به شدت مورد ضرب و شتم قرار گرفت، اظهار داشت: "پدرم در جنگ کشته شد. نه شوهر دارم، نه برادر، نه پسر. اگر نتوانم به تنهایی بیرون بروم، چگونه زندگی کنم؟"
یکی از کارگران میدانی سازمان غیردولتی Terre des hommes شاهد تأثیر بر تحرک زنان در بزرگ‌ترین پرورشگاه دولتی کابل، Taskia Maskan بود. پس از این‌که کارکنان زن از وظایف خود برکنار شدند، تقریباً ۴۰۰ دختر ساکن این مؤسسه به مدت یک سال در داخل خانه حبس شدند بدون این‌که به بیرون برای تفریح اجازه داده شوند.
فرمان‌هایی که بر تحرک زنان تأثیر می‌گذارد عبارت‌اند از:
- ممنوعیت دوچرخه‌سواری یا استفاده موتورسیکلت برای زنان، حتی با محرم بودن آن‌ها.
- سوار شدن تاکسی‌ها بدون محرم برای زنان ممنوع بود.
- خدمات جداگانهٔ اتوبوس برای جلوگیری از تردد مردان و زنان در یک اتوبوس معرفی شد.[۱۲]

زندگی زنان روستایی کمتر تحت تأثیر قرار گرفت زیرا آن‌ها عموماً در محیط‌های خویشاوندی امن زندگی می‌کردند و کار می‌کردند. سطح نسبی آزادی برای ادامهٔ کار یا کارشان ضروری بود. اگر این زنان به شهرهای نزدیک سفر می‌کردند، همان محدودیت‌های شهری برای آن‌ها اعمال می‌شد.

### وضعیت استخدام
طالبان با قوانین گذشته افغانستان که اجازه می‌داد زنان افغان در محل کار جنسی مختلط کار کنند، مخالف بودند. ادعا این بود که این نقض قوانین و احکام اسلام است. در ۳۰ سپتامبر ۱۹۹۶، طالبان فرمان داد که همه زنان باید از اشتغال منع شوند. تخمین زده می‌شود که ۲۵ درصد از کارمندان دولت زن بودند و وقتی تلفات در بخش‌های دیگر به وجود می‌آمد، هزاران زن تحت تأثیر قرار می‌گرفتند.
ضرر دیگر برای کسانی بود که زنان شاغل به آن‌ها خدمت می‌کردند. تحصیلات ابتدایی همه کودکان، نه فقط دختران، در کابل تعطیل شد، جایی که تقریباً همه معلمان مدارس ابتدایی زن بودند. پس از تصرف شهر، طالبان در سال ۱۹۹۶، هزاران خانوادهٔ تحصیل کرده از کابل به پاکستان گریختند.
ملا عمر، رهبر و مؤسس طالبان، به کارکنان و معلمان زن اطمینان داد که همچنان دستمزد ۵ دلار آمریکا در ماه دریافت خواهند کرد، اگرچه این پیشنهاد کوتاه‌مدت است. یک نمایندهٔ طالبان تصریح کرد: "اقدام طالبان مبنی بر دادن حقوق ماهیانه به ۳۰٬۰۰۰ زن بدون شغل، که اکنون راحت در خانه نشسته‌اند، تازیانه در برابر کسانی است که با اشاره به حقوق زنان به طالبان افترا می‌زنند. این افراد با تبلیغات بی‌اساس سعی در تحریک زنان کابل علیه طالبان دارند.
طالبان استفاده از خانواده بزرگ یا سیستم خیریه زکات را برای اطمینان از عدم نیاز زنان به کار ترویج کرد. با این حال، سال‌ها درگیری به این معنا بود که خانواده هسته‌ای اغلب برای تأمین مخارج خود تلاش می‌کردند چه برسد به کمک خویشاوندان دیگر. صلاحیت قانون‌گذاری اغلب بر عهدهٔ مردان بود، مانند کمک‌های غذایی که باید توسط یکی از اقوام مرد جمع‌آوری می‌شد. ملا غائوس، سرپرست وزارت امور خارجه این احتمال را که زن ممکن است هیچ‌گونه اقوام مرد زنده‌ای نداشته باشد رد کرد و گفت که از میزان توجه و نگرانی بین‌المللی برای چنین درصد کمی از مردم افغانستان شگفت‌زده شده‌است.
متخصصان بهداشت زن از ممنوعیت اشتغال معاف بودند، اما در شرایط بسیار محدودی فعالیت می‌کردند. سختی کار بدنی به‌دلیل جداسازی سیستم اتوبوس و آزار و اذیت گسترده باعث شد برخی از زنان با انتخاب خود شغل خود را ترک کنند. از بین کسانی که باقی ماندند، بسیاری از آن‌ها با ترس از رژیم طالبان زندگی می‌کردند و در طول هفتهٔ کاری اقامت در بیمارستان را برای به حداقل رساندن مواجهه با نیروهای طالبان انتخاب کردند. این زنان برای اطمینان از تداوم خدمات زنان، پیش از زایمان و مامایی، چه در سطح بسیار خطرناک، بسیار حیاتی بودند. در رژیم ربانی، حدود ۲۰۰ کارمند زن در بیمارستان ملالی کابل کار می‌کردند، اما به ندرت ۵۰ نفر زیر نظر طالبان باقی ماندند. سازمان‌های غیردولتی که در افغانستان پس از سقوط طالبان در سال ۲۰۰۱ فعالیت می‌کردند، کمبود متخصصان بهداشت زنان را مانع مهمی در کار آن‌ها می‌دانستند.
استثناء دیگر ممنوعیت اشتغال باعث شد تعداد کمتری از کارگران بشردوست در خدمت باقی بمانند. کدهای تفکیک طالبان به این معنا بود که زنان برای دسترسی به زنان آسیب‌پذیر یا انجام تحقیقات ترویجی بسیار ارزشمند هستند. این استثنا توسط کل جنبش طالبان مجاز نبود، بنابراین موارد مشارکت زنان یا عدم وجود آن، در هر شرایط متفاوت بود. شهر هرات به ویژه تحت تأثیر تعدیل طالبان در رفتار با زنان قرار گرفت، زیرا این شهر قبل از سال ۱۹۹۵ یکی از مناطق جهان بینی و خارج از افغانستان بوده‌است. زنان قبلاً اجازه داشتند در محدوده محدودی از مشاغل کار کنند، اما این امر توسط مقامات طالبان متوقف شد. ملا رزاق، والی جدید هرات، دستور داد که زنان از ترس مناظر مزاحم از عبور از دفتر وی منع شوند.

### وضعیت آموزش و تحصیلات
طالبان ادعا کردند که وظیفه اسلامی خود را در زمینه آموزش به دختران و پسران به رسمیت می‌شناسند، اما حکمی مبنی بر ممنوعیت تحصیل دختران بالای ۸ سال به تصویب رسید. مولوی کالامادین تأکید کرد که این فقط یک تعلیق موقت است و زنان هنگامی که امکانات و امنیت خیابانی برای جلوگیری از تماس جنسیتی مناسب می‌شود، به مدرسه و کار بازمی‌گردند. طالبان آرزو داشتند که قبل از فراخواندن یک نهاد، علما برای تعیین محتوای برنامه درسی جدید به جای نسخه مجاهدین اسلامی اما غیرقابل قبول ، کنترل کامل افغانستان را در دست داشته باشند.
ممنوعیت اشتغال زنان در سیستم آموزشی بسیار احساس شد. تنها در کابل، این حکم ۱۰۶٬۲۵۶ دختر، ۱۴۸٬۲۲۳ دانشجوی پسر و ۸۰۰۰ دانشجوی دختر دانشگاه را تحت تأثیر قرار داد. همچنین ۷٬۷۹۳ معلم زن برکنار شدند. حرکتی که باعث تضعیف آموزش و پرورش شد و ۶۳ مدرسه را به دلیل کمبود ناگهانی مدرس تعطیل کرد. برخی از زنان مدارس مخفی را در خانه‌های خود برای کودکان محلی یا سایر زنان تحت پوشش کلاس‌های خیاطی مانند آموزشگاه خیاطی سوزن‌طلا اداره می‌کردند. دانش‌آموزان، والدین و مربیان از عواقب آگاه شدن طالبان از فعالیت‌های خود آگاه بودند، اما برای کسانی که احساس می‌کردند تحت حکومت سخت طالبان گرفتار شده‌اند، چنین اقداماتی به آن‌ها احساس عزم و امید می‌داد.

### مراقبت‌های بهداشتی
پیش از به قدرت رسیدن طالبان در افغانستان، پزشکان مرد اجازه داشتند زنان را در بیمارستان‌ها معالجه کنند، اما حکمی مبنی بر این که هیچ پزشک مردی نباید به بهانه مشورت به بدن زن دست بزند، به زودی معرفی شد. با وجود تعداد کمتر متخصص زنان در زمینه اشتغال، مسافتی که بسیاری از زنان برای جلب توجه باید طی کنند افزایش یافت در حالی که ارائه کلینیک‌های دوران بارداری کاهش یافته بود.
در کابل، برخی از زنان کلینیک‌های غیررسمی را در خانه‌های خود برای خدمات رسانی به خانواده و همسایگان تأسیس کردند، با این حال، تأمین تجهیزات پزشکی برای دستیابی به اثربخشی برای آنها بسیار دشوار بود. بسیاری از زنان به دلیل عدم درمان، رنج طولانی مدت یا با مرگ زودرس مواجه می‌شدند. برای خانواده‌هایی که امکانات، تمایل و حمایت محرم داشتند، می‌توان در پاکستان به دنبال مراقبت‌های پزشکی بود.
در اکتبر ۱۹۹۶، دسترسی زنان به حمام سنتی و عمومی ممنوع شد، زیرا وجود این حمام‌ها غیر اسلامی اعلام شد. این حمام‌ها در کشورهایی که تعداد کمی از آن‌ها آب جاری داشتند، یک مرکز مهم بود و این میله باعث شد که سازمان ملل بتواند افزایش گال و عفونت‌های واژن را در بین زنانی که از روش‌های بهداشتی و دسترسی به مراقبت‌های بهداشتی محروم هستند، پیش‌بینی کند. نسرین گروس، نویسنده افغان-آمریکایی، در سال ۲۰۰۱ اظهار داشت که چهار سال است که بسیاری از زنان افغان قادر به دعا برای خدای خود هستند زیرا «اسلام زنان را از نماز خواندن بدون حمام بعد از عادت ماهانه منع می‌کند». در ژوئن ۱۹۹۸، طالبان زنان را از حضور در بیمارستان‌های عمومی در پایتخت منع کردند، درحالی‌که قبلاً آنها می‌توانستند در بخش بیمارستان‌های عمومی فقط برای زنان شرکت کنند. این تنها یک بیمارستان در کابل باقی گذاشت که آنها می‌توانستند در آنجا تحت درمان قرار گیرند.

### حبس اجباری
استرس روانی، انزوا و افسردگی که اغلب با حبس اجباری زنان همراه بود، بر هماهنگی خانواده تأثیر منفی گذاشت. یک نظرسنجی از ۱۶۰ زن به این نتیجه رسید که ۹۷ درصد علائم افسردگی جدی را نشان می‌دهند و ۷۱ درصد کاهش رفاه بدنی خود را گزارش کرده‌اند. لطیفه، ساکن و نویسندهٔ اهل کابل، نوشت:
این آپارتمان شبیه زندان یا بیمارستان است. سکوت بر همه ما سنگینی می‌کند. از آنجا که هیچ‌کدام از ما کارهای زیادی انجام نمی‌دهیم، چیزهای زیادی برای گفتن به یکدیگر نداریم. هر کدام از ما قادر به اشتراک‌گذاری احساسات خود نیستیم، هر کدام خود را در ترس و ناراحتی خود محصور می‌کنیم. از آنجایی که همه در یک گودال سیاه قرار دارند، تکرار مکرر چندان فایده‌ای ندارد که به وضوح نتوانیم ببینیم.
طالبان سالن‌های زیبایی کشور را بستند. استفاده از لوازم آرایشی مانند لاک ناخن و آرایش ممنوع بود.
محدودیت‌های طالبان برای حضور فرهنگی زنان چندین حوزه را تحت پوشش قرار داد. نام مکان‌ها شامل کلمه «زنان» به گونه‌ای تغییر کرد که از این کلمه استفاده نشده‌است. زنان از خندیدن با صدای بلند منع شده بودند زیرا شنیدن صدای زن برای غریبه نامناسب و تحریک‌آمیز تلقی می‌شد. زنان از شرکت در ورزش یا ورود به یک باشگاه ورزشی منع شدند. انجمن انقلابی زنان افغانستان (راوا) به‌طور خاص به این مسائل پرداخت. این مجله توسط مینا کشورکمال تأسیس شد، زنی که در بین دیگر موارد مجله‌ای دو زبانه به نام پیام زنان در سال ۱۹۸۱ تأسیس کرد. وی در سال ۱۹۸۷ در سن ۳۰ سالگی ترور شد، اما در بین زنان افغان به‌عنوان یک قهرمان شناخته می‌شود.

## مجازات
مجازات‌ها غالباً به صورت علنی اجرا می‌شد، یا به عنوان نمایش رسمی در استادیوم‌های ورزشی یا میدان‌های شهر یا ضرب و شتم خودجوش خیابانی. غیرنظامیان از ترس مجازات‌های سخت زندگی می‌کردند زیرا بخشش کمی وجود داشت. زنانی که با نقض احکام دستگیر می‌شدند، اغلب با آن‌ها با خشونت شدید برخورد می‌شد. مثال‌ها:
- در اکتبر ۱۹۹۶، نوک انگشت شست یک زن به دلیل استفاده از لاک ناخن قطع شد.[۱۱]
- در دسامبر ۱۹۹۶، رادیو شریعت اعلام کرد که ۲۲۵ زن کابلی به دلیل نقض قوانین لباس شرعی دستگیر و مجازات شده‌اند. این حکم توسط یک دادگاه صادر شد و زنان به ضربه به پاها و پشت تنبیه شدند.[۲۸]
- در ماه مه ۱۹۹۷، پنج کارمند زن بین‌المللی CARE با مجوز وزارت کشور برای انجام تحقیقات برای برنامه تغذیه اضطراری توسط اعضای پلیس مذهبی از خودرو خود به زور پیاده شدند. نگهبانان قبل از ضربه زدن به تازیانه فلزی و چرمی به طول بیش از ۱٫۵ متر (تقریباً ۵ فوت)، از یک سیستم آدرس‌دهی عمومی برای توهین و آزار زنان استفاده کردند.[۱۶]

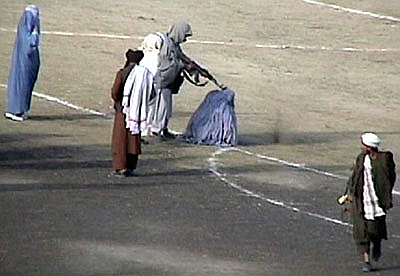
اعدام علنی یک زن معروف به زرمینه توسط طالبان در ورزشگاه غازی، کابل، ۱۶ نوامبر ۱۹۹۹. مادر هفت فرزند پس از ضرب و شتم شوهرش در هنگام خواب متهم شناخته شد.

- در سال ۱۹۹۹، مادر هفت فرزند به دلیل قتل همسرش در مقابل ۳۰٬۰۰۰ تماشاگر در ورزشگاه غازی اسپورت کابل اعدام شد. او سه سال در زندان بود و قبل از اعدام شکنجه‌های فراوانی شد. با این حال در تلاش برای محافظت از دخترش (که گفته می‌شد مجرم واقعی است) از ابراز بی‌گناهی خود خودداری کرد.[۳۲]
- هنگامی که طالبان متوجه شد که زنی در آپارتمانش یک مدرسه غیررسمی را اداره می‌کند، آن‌ها بچه‌ها را کتک زدند و زن را از پله‌ها به پایین پرت کردند (پایش شکست) و سپس او را زندانی کردند. آن‌ها تهدید کردند که در صورت امتناع از اعلامیه وفاداری به طالبان و قوانین آن‌ها، خانواده او را به‌طور علنی سنگسار خواهند کرد.[۱۵]
- دختری افغان به‌نام بی‌بی عایشه از طریق روش قبیله‌ای برای حل اختلافات به نام باعد به خانوادهٔ جدیدی قول داده شد. هنگامی که او از خشونت فرار می‌کرد، دختران اغلب او را تحت فشار قرار می‌دادند، خانواده جدید او را پیدا کردند و یک فرمانده طالبان دستور داد او برای عبرت دیگران مجازات شود، «مبادا دختران دیگر روستا سعی کنند همین کار را انجام دهند».[۳۳] گوش و بینی او قطع شد و او در کوهستان برای مردن رها شد، اما زنده ماند.[۳۳]
- زنان شاغل تهدید به ترک شغل خود می‌شوند. عدم پیروی از تهدیدهای طالبان منجر به تیراندازی و کشته شدن زنان شده‌است، مانند موردی در مورد یک فرد ۲۸ ساله در ژوئیهٔ ۲۰۱۰.[۳۴][۳۵]
- در سال ۲۰۱۳، سوشمیتا بنیرجی، نویسنده هندی، به‌اتهام سرپیچی از دستورها طالبان، توسط شبه نظامیان طالبان کشته شد. او با یک تاجر افغان ازدواج کرده بود و اخیراً به افغانستان نقل مکان کرده بود. پیش از این، وی از دو مورد اعدام توسط طالبان در سال ۱۹۹۵ فرار کرده بود و بعداً به هند گریخت. کتاب او بر اساس فرار او از طالبان نیز در یک فیلم هندی فیلمبرداری شد.[۳۶]

بسیاری از مجازات‌ها توسط شبه نظامیان فردی بدون مجازات مقامات طالبان اجرا می‌شد، زیرا این امر علیه سیاست رسمی طالبان برای مجازات زنان در خیابان بود. خط رسمی‌تر مجازات مردان برای موارد بدرفتاری زنان بود: بازتاب جامعه مردسالار و این باور که مردان وظیفه دارند زنان را کنترل کنند. مولوی کالامادین در سال ۱۹۹۷ اظهار داشت، «از آنجا که ما نمی‌توانیم زنان را مستقیماً مجازات کنیم، سعی می‌کنیم از رانندگان تاکسی و مغازه داران به عنوان وسیله ای برای فشار بر آنها استفاده کنیم». در اینجا نمونه‌هایی از مجازات مردان آمده‌است:
- اگر یک راننده تاکسی زنی را با صورت بدون پوشش یا بدون همراهی محرم سوار می‌کرد، با مجازات زندان روبرو می‌شد و شوهر زن نیز مجازات می‌شد.
- اگر زنی در رودخانه ای در حال شستن لباس‌ها گرفتار شود، توسط مقامات اسلامی به خانه منتقل می‌شود و شوهر/محرم او به شدت مجازات می‌شود.
- اگر خیاطی در حال اندازه‌گیری زن پیدا می‌شد، خیاط با زندان روبرو می‌شد.[۱۶]

## واکنش بین‌المللی
اعتراضات آژانس‌های بین‌المللی برای مقامات طالبان که مقدم بر تفسیر آنها از قوانین اسلامی بودند و از نظر قوانین ملل متحد و قوانین حقوق بشر مقید نبودند، قانونی که به عنوان ابزارهای امپریالیسم غربی تلقی می‌شد، اهمیت چندانی نداشت. پس از تصرف هرات توسط طالبان در سال ۱۹۹۵، سازمان ملل متحد امیدوار بود که سیاست‌های جنسیتی «زمانی که از قیام مردمی به یک دولت مسئول با ارتباط با جامعه اهداکنندگان رسیده‌است» معتدل‌تر شود. طالبان از تسلیم شدن در برابر فشارهای بین‌المللی امتناع ورزید.
- در نوامبر ۱۹۹۵، یونیسف همه کمک‌های آموزشی به مناطق تحت کنترل طالبان را متوقف کرد، زیرا آنها معتقد بودند ممنوعیت اختلاط مردان و زنان در آموزش و پرورش نقض پیمان‌نامه حقوق کودک است. پس از کنفرانس زنان پکن در سال ۱۹۹۵، این اقدام باعث تحکیم نقش یونیسف به عنوان یک سازمان پیشرو در امور مربوط به زنان و کودکان شد.[۱۱]
- در سال ۱۹۹۶، صندوق نجات کودکان (بریتانیا) نیز حمایت خود را متوقف کرد، زیرا ارتباط با زنان، مراقبان اصلی کودکان، بسیار مشکل بود.[۱۱]
- دبیرکل سازمان ملل متحد، پطرس غالی، نگرانی خود را در مورد وضعیت زنان افغان ابراز داشت.[۳۷]
- در سال ۱۹۹۹، مادلین آلبرایت، وزیر امور خارجه ایالات متحده علناً گفت: «ما به نمایندگی از زنان و دختران افغانستان که قربانی شده‌اند صحبت می‌کنیم … این جنایتکارانه است و هریک از ما وظیفه داریم جلوی آن را بگیریم».[۳۸]

در ژانویهٔ ۲۰۰۶، یک کنفرانس در لندن در مورد افغانستان منجر به ایجاد یک قرارداد بین‌المللی شد که شامل معیارهایی برای درمان زنان بود. این پیمان شامل موارد زیر است: «جنسیت: تا پایان سال ۱۳۸۹ (۲۰ مارس ۲۰۱۱): برنامه ملی اقدام برای زنان در افغانستان به طور کامل اجرا خواهد شد؛ و مطابق با اهداف توسعه هزاره افغانستان، مشارکت زنان در کلیه نهادهای حکومتی افغانستان، از جمله نهادهای منتخب و منصوب و خدمات کشوری تقویت خواهند شد.» با این حال، یک گزارش عفو بین‌الملل در ۱۱ ژوئن ۲۰۰۸ اعلام کرد که دیگر نیازی به وعده‌های پوچ در مورد افغانستان نیست و رفتار با زنان را به‌عنوان یکی از اهداف تحقق نیافته ذکر کرده‌است.

## طالبان پاکستانی
گروه‌های مختلف طالبان از حدود سال ۲۰۰۲ در پاکستان وجود داشته‌است. اکثر این گروه‌های طالبان به یک سازمان چتر به نام جنبش طالبان پاکستان پیوسته‌اند. اگرچه طالبان پاکستانی از طالبان افغان متمایز هستند، اما دیدگاه مشابهی نسبت به زنان دارند. طالبان پاکستانی نیز زنانی را به اتهام رفتار غیراسلامی به قتل رسانده و پس از شلاق علنی دختران به‌دلیل روابط نامشروع، آن‌ها را مجبور به ازدواج کرده‌است.